# Iulian Cristea
Iulian Lucian Cristea (sinh ngày 17 tháng 7 năm 1994 ở Mediaș) là một cầu thủ bóng đá người România thi đấu ở vị trí hậu vệ hay tiền vệ cho Gaz Metan Mediaș.